# Raddestorf

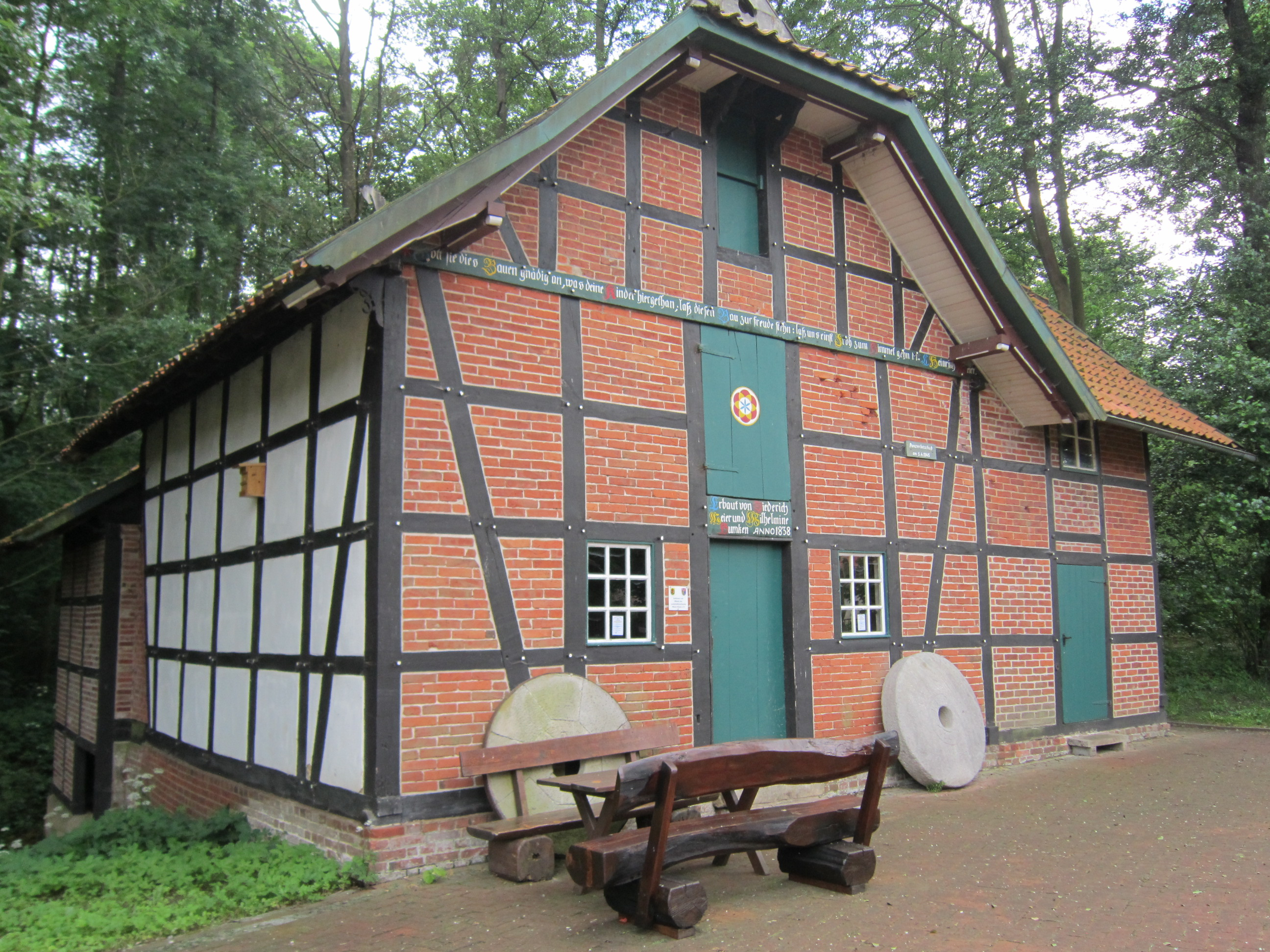
Wassermühle Harrienstedt

Raddestorf ist eine Gemeinde im Landkreis Nienburg/Weser in Niedersachsen. Sie gehört der Samtgemeinde Uchte an, die ihren Verwaltungssitz in dem Flecken Uchte hat.

## Geografie
Raddestorf liegt zwischen dem Naturpark Dümmer und dem Naturpark Steinhuder Meer ungefähr in der Mitte zwischen Sulingen und Minden an der Landesgrenze zu Nordrhein-Westfalen. Die Gemeinde Raddestorf besteht aus den Ortsteilen Dierstorf, Glissen, Gräsebilde, Halle, Harrienstedt, Huddestorf, Jenhorst,  Kalteschale, Kleinenheerse, Kreuzkrug, Raddestorf und Westenfeld.

## Geschichte
Der 1888 aufgefundene Silberbarren von Dierstorf wurde spätestens 418 n. Chr. hergestellt.
Am 1. März 1974 wurden die Gemeinden Harrienstedt, Huddestorf, Jenhorst und Kleinenheerse eingegliedert.

## Politik

### Gemeinderat
Der Rat der Gemeinde Raddestorf besteht aus elf Ratsfrauen und Ratsherren. Dies ist die festgelegte Anzahl für die Mitgliedsgemeinde einer Samtgemeinde mit einer Einwohnerzahl zwischen 2001 und 3000 Einwohnern. Die Ratsmitglieder werden durch eine Kommunalwahl für jeweils fünf Jahre gewählt. Die aktuelle Amtszeit begann am 1. November 2021 und endet am 31. Oktober 2026.
Bei der letzten Kommunalwahl 2021 ergab sich die folgende Sitzverteilung:
| Gemeinderat 2021Insgesamt 11 Sitze - SPD: 2 - Grüne: 1 - CDU: 8 | Gemeinderatswahl 2021Wahlbet.: 72,81 % (+10,51 %p) %80706050403020100 69,4 % (−4,4 %p)20,0 % (−6,2 %p)7,8 % (n. k. %p)2,8 % (n. k. %p) CDUSPDGrüneFDP20162021 |

Die vorherigen Kommunalwahlen ergaben die folgenden Sitzverteilungen:
| Wahljahr | CDU | SPD | Gesamt   |
| -------- | --- | --- | -------- |
| 2016     | 9   | 4   | 13 Sitze |

### Bürgermeister
Der Gemeinderat wählte das Gemeinderatsmitglied Heinrich Stellhorn (CDU) zum ehrenamtlichen Bürgermeister für die aktuelle Wahlperiode.

## Kultur und Sehenswürdigkeiten
Bereits für das Jahr 1583 ist eine Wassermühle in Harrienstedt urkundlich nachgewiesen. Ein funktionsfähiger Nachfolgebau aus dem Jahr 1837 steht dort heute noch. Die Mühle bildet Station 37 der Niedersächsischen Mühlenstraße/Region Zwischen Weser und Hunte.
Durch Raddestorf führt auch ein Teilstück der Westfälischen Mühlenstraße. Die Windmühle Großenheerse befindet sich nur ca. 100 Meter hinter der Gemeinde- und Landesgrenze.

## Wirtschaft und Infrastruktur
Die Gemeinde liegt direkt an der Bundesstraße 215, die von Stolzenau nach Petershagen führt, und an der Bundesstraße 61, die von Minden nach Bremen führt.